# Roman Palester
Roman Palester (Śniatyn, 1907. december 28. – Párizs, 1989. augusztus 25.) lengyel zeneszerző. 1947-től haláláig emigrációban élt és alkotott.

## Élete
Roman Palester 1907. december 28-án született az akkori Galiciához, később Lengyelországhoz, ma Ukrajnához tartozó Śniatynban. Hétéves korában, 1914-ben kezdett el zongorát tanulni. 1921-től Lwówban élt és a Kazimierz Wielki nevét viselő gimnáziumban tanult. Tagja volt a lwówi Tadeusz Kościuszko Cserkész Zászlóaljnak. 1921 és 1925 között a Lengyel Zeneművészeti Társaság helyi konzervatóriumában tanult a zongora tanszakon, Maria Sołtys osztályában, 1928 és 1931 között pedig zeneszerzést Varsóban, Kazimierz Sikorskinál. Közben művészettörténetet is tanult a Varsói Egyetemen.
Már a korai műveivel is díjakat nyert: a Muzyka symfoniczna (Szimfonikus muzsika, 1930) Londonban kapott elismerést a Kortárs Zene Nemzetközi Társaságának fesztiválján, a Wariacje na orkiestrę kameralną (Variációk kamarazenekarra, 1935) I. díjat nyert a Lengyel Zeneműkiadók Egyesületének versenyében, a Pieśń o ziemi (Dal a Földről, 1937) című balett aranyérmes lett a Párizsi Világkiállításon. A zenei élet szervezésébe is bekapcsolódott. 1937-38-ban a Lengyel Zeneszerzők Egyesületének alelnöke volt, 1937-től a Lengyel Kortárs Zenei Társaság alelnöke is.
Az 1930-as évek elejétől filmzenéket is komponált. A lengyel filmművészet olyan jelentős alkotóival dolgozott együtt, mint Józef Lejtes és Aleksander Ford. Olyan alapvető társadalmi jelentőségű filmekhez írt zenét, mint a Młody las (Fiatal erdő, 1934), a Róża (Rózsa, 1936), a Ludzie Wisły (A Visztula emberei, 1938) vagy a Dziewczęta z Nowolipek (Nowolipki utcai lányok, 1936). Szintén ő a szerzője az egyik legnagyobb lengyel filmslágernek: a „Baby, ach te baby”  (A lányok, ó, azok a lányok) a Zabawka (Játék, 1933) című filmben hangzott el, Jerzy Nela szövegére íródott és eredetileg Eugeniusz Bodo énekelte. Palester állandó alkotótársa volt a zsidó származású Marian Neuteich (1906-1943) zeneszerző, karmester, hangszerelő és csellóművész, több filmben a filmzene társszerzője is, akit a nácik a trawniki koncentrációs táborban megöltek.
A II. világháború idején Varsóban élt (közben hathetes vizsgálati fogságban is volt a Pawiak börtönben, 1940-ben). A varsói felkelés idején – hasonlóan Witold Lutosławskihoz – az ő kottáinak többsége is elveszett. 1945-1947 között a Krakkói Zeneakadémia zeneszerzés professzora volt; 1945 májusától rektorhelyettesként. Az akkori idők egyik legnagyobb lengyel zeneszerzőjének tekintették, amit további elismerések is igazolnak, valamint az, hogy műveit számos alkalommal előadták Lengyelországban és külföldön egyaránt.

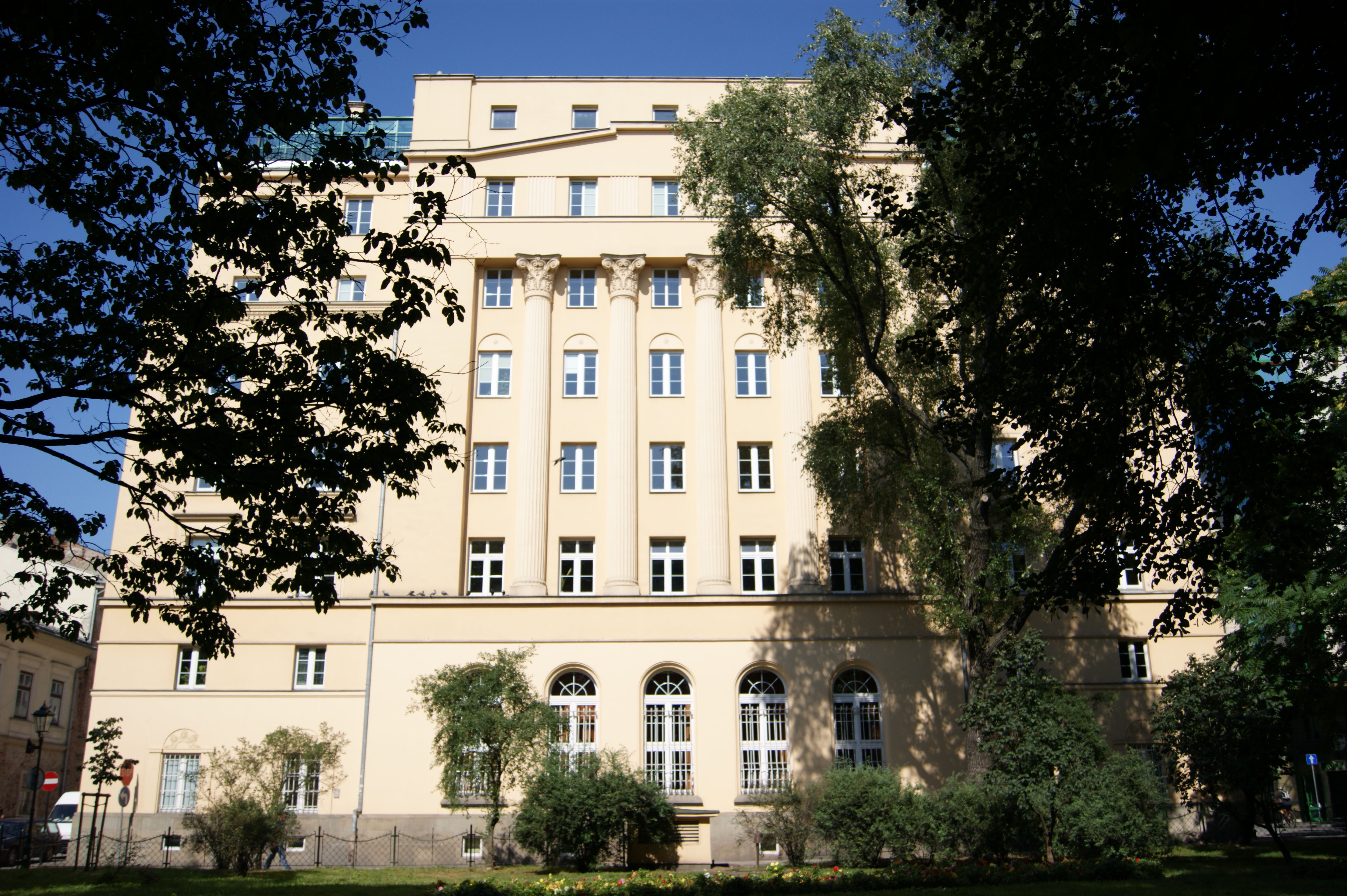
A krakkói Zeneakadémia, ahol Palester 1945-1947 között tanított.

A háború után is komponált filmzenéket, köztük az 1940-es éveket lefestő olyan igen fontos alkotásokhoz, mint az Ostatni etap (Az utolsó szakasz), az Ulica Graniczna (Határ utca) vagy a Zakazane piosenki (Betiltott dalok). A szocialista realizmussal szemben tanúsított, megalkuvást nem ismerő magatartását mutatja, hogy eltávolíttatta a nevét a „Miasto nieujarzmione” (A meg nem tört város, 1950) című film stáblistájáról. Az utolsó film, amelyben az ő zenéjével találkozhatott a közönség, a „Dwie godziny” (Két óra, 1957) volt, Stanisław Wohl és Jerzy Wyszomirski sötét tónusú tablója, háborús számvetés, melyet a cenzúra 1946-tól betiltott.
1947-ben Párizsba utazott, de nem az emigrálás szándékával. A lengyel hatóságok váltig sürgették, hogy térjen haza, ő azonban megtagadta a részvételt az 1948-as Értelmiség a Békéért Világkongresszuson, Wrocławban. Visszatért azonban a Zeneszerzők és Zenekritikusok Kongresszusára, amelyet 1949-ben Łagów Lubuskiban rendeztek, melyen a lengyel zeneszerzők hitet tettek a szocialista realizmus mellett.
Palester, akit formalistának bélyegeztek, a végleges kivándorlás mellett döntött. 1952 és 1972 között Münchenben élt, és a Szabad Európa Rádió lengyel szerkesztőségében a kulturális osztály vezetőjeként dolgozott.
Lengyelországból való távozása („disszidálása”) után nevét és műveit eltiltották a nyilvánosságtól egészen 1977-ig, amikor a Lengyel Zeneszerzők Szövetsége hatályon kívül helyezte a cenzúra tiltó jegyzékét. A komponista csak egyszer látogatott vissza a hazájába, 1983-ban, amikor Krakkóban bemutatták Hymnus pro gratiarum Actione című művét. Második látogatása, amelyre 1987-ben, 80. születésnapja alkalmából került volna sor, gyenge egészségi állapota miatt elmaradt, két év múlva pedig meghalt. Hamvait a franciaországi Montmorencyben helyezték örök nyugalomra, a Les Champeaux temetőben.

## Művészete
Palester számos műfajban komponált. Írt zenekari műveket (szimfóniákat, versenyműveket), kamaraműveket (vonósnégyeseket és vonóstriókat), balettet, vokális-hangszeres darabokat, énekszólókat, kantátákat, zongoradarabokat, és kísérőzenét színházi előadásokhoz, filmekhez és rádiós darabokhoz.
Művészetére eleinte hatással volt Igor Sztravinszkij, Karol Szymanowski és Paul Hindemith, de hamarosan megtalálta egyéni hangját és stílusát. Műveit a sajátos harmónia és dallamvilág jellemzi. Pályájának egy szakaszában szeriális technikával is alkotott, de később visszatért a tiszta tonalitáshoz.
Néhány kiemelten fontos alkotása:
- Koncert skrzypcowy (Hegedűverseny, 1941)
- II Symfonia (II. szimfónia, 1942)
- Requiem (Requiem, 1947)
- IV Symfonia (IV. szimfónia, 1952/1972)
- Śmierć Don Juana (Don Juan halála, 1963)
- Metamorfozy (Metamorfózisok, 1970)
- Koncert na altówkę i orkiestrę (Brácsaverseny, 1975)
- Hymnus pro gratiarum Actione (1979)
- V Symfonia (V. szimfónia, 1981)

Néhány műve speciális ajánlást tartalmaz. Így a Requiem -et „a varsói harcokban meghalt barátok emlékének”, a Hymnus pro gratiarum Actione című művét pedig II. jános Pál pápának ajánlotta.

## Műveinek jegyzéke
- Sonatina na skrzypce i wiolonczele (Szonatina hegedűe és csellóra), 1929
- Kwartet smyczkowy nr 1 (1. vonósnégyes), 1929-30
- Trzy piesni do slów Kazimiery Iłłakowiczówny (Három dal Kazimiera Iłłakowiczówna szövegére) szoprán hangra és zongorára, 1930
- Psalm V (V. zsoltár) baritonra, vegyes karra és zenekarra, 1930-31
- Taniec z Osmolody (Osmolodai[4] tánc) szimfonikus zenekarra, 1932
- Symfonia dziecieca (Gyermek szimfóni) hét hangszerre, 1932
- Symfonia nr 1 (1. szimfónia) nagy zenekarra, 1934-35
- Wariacje (Variációk) kamarazenekarra, 1935
- Mala uwertura (Kis nyitány) szimfonikus zenekarra, 1935
- Piosenka lowicka (Łowiczi[5] dal) zongorára, 1935
- Pociag towarowy (Tehervonat) zongorára, 1935
- Kanon (Kánon) zongorára, 1935
- Koncert na fortepian i orkiestre, (Zongoraverseny), 1935-36
- Kwartet smyczkowy nr 2 (2. vonósnégyes), 1936
- Sonatina na trzy klarnety (Szonatina három klarinétra), 1936
- Piesn o ziemi (Dal a Földről), balett, 1937
- Tance Polskie (Lengyel tánc) a Dal a Földről című balettból, zenekarra, 1937
- Suita symfoniczna (Szimfonikus szvit), 1937-38
- Concertino (Concertino Altszaxofonra, 1938
- Sonata na dwoje skrzypiec i fortepian (Szonáta két hegedűre és zongorára), 1939
- Divertimento (Divertimento hat hangszerre, 1939-40
- Koncert na skrzypce i orkiestre (Hegedűverseny), 1939-41
- Sonatina na fortepian na 4 rece (Szonatina zongorára, négy kézre), 1940
- Symfonia nr 2 (2. szimfónia), 1941-42
- Concertino (Concertino) zongorára és zenekarra, 1942
- Kolacze, (Kalács) ünnepi vers női kórusra és kamarazenekarra, 1942
- Kwartet smyczkowy nr 3 (3. vonósnégyes), 1942-44
- Polonezy M.K. Oginskiego (Michał Kleofas Ogiński polonéze) kis zenekarra, 1943
- Dwie etiudy na fortepian (Két etűd zongorára), 1943
- Requiem (Requiem) négy szóló énekhangra, vegyes karra és zenekarra, 1945-49
- Serenada (Szerenád) két fuvolára és vonószenekarra , 1946
- Trio smyczkowe nr 1 (1. vonóstrió), 1946
- Nokturn, (Noktürn), 1. változat, vonószenekarra, 1947
- Mala serenada (Kis szerenád) fuvolára, hegedűre és brácsára, 1947
- Sinfonietta kamarazenekarra, 1948
- Divertimento kilenc hangszerre, 1948
- Suita weselna (Esküvői szvit) kis hangszeres együttesre, 1948
- Symfonia nr 3 (3. szimfónia) két vonószenekarra, 1948-49
- Wisla (Visztula) kantáta beszélőre, vegyes karra és hangszeres együttesre, 1948-49
- Symfonia nr 4 (4. szimfónia, 1. változat), 1948-52
- Missa brevis a cappella vegyes karra, 1951
- Passacaglia (Passacaglia) zenekarra,[6] 1953
- Nokturn (Noktürn) 2. változat vonószenekarra, 1954
- Adagio (Adagio) vonószenekarra, 1954
- Preludia (Prelúdiumok) zongorára, 1954
- Variazioni per orchestra, (Variációk zenekarra, 1. változat), 1955
- Taniec polski (Lengyel tánc) a Dal a Földről című balettból, 1955
- Concertino per clavicembalo e dieci strumenti su temi di vecchie danze polacche, (Concertino csembalóra és tíz hangszerre egy régi lengyel tánc témájára9, 1955
- Muzyka na dwa fortepiany i orkiestre (Zene két zongorára és zenekarra), 1955-59
- Koncert na skrzypce i orkiestre (Hegedűverseny, 2. változat), 1957-59
- Study 58 (Tanulmány ’58) kamarazenekarra, 1958

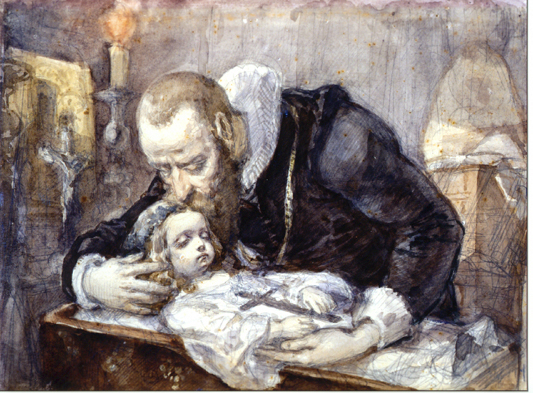
Kochanowski és Urszulka, Jan Matejko festménye

- Piccolo concerto (Kis concerto) kamarazenekarra, 1958
- Trio smyczkowe nr 2 (2. vonóstrió), 1959
- Smierc Don Juana (Don Juan halála), zenés jelenet egy részben, 1959-61
- Treny, (Sirámok) három részlet Jan Kochanowski ciklusából,[7] énekhangra és hangszeres együttesre, 1962
- Smierc Don Juana (Don JUan halála), három szimfonikus epizód zenekarra, 1963
- Varianti (Variációk) két zongorára, 1963-64
- Duety (Duettek) két hegedűre, 1965
- Metamorfozy (Metamorfózisok) zenekarra, 1966-68
- Trio stroikowe (Fúvóstrió), 1967
- Variazioni per orchestra (Variációk zenekarra, 2. változat), 1968
- Sonata na skrzypce i wiolonczele (Szonáta hegedűre és csellóra), 1968
- Suita we czworke (Szvit négy hangszerre) oboára, hegedűre, brácsára és csellóra, 1969
- Sonata na fortepian nr 1 (1. zongoraszonáta), 1970-71
- Symfonia nr 4 (4. szimfónia, 2. változat), 1972
- Wariacje na fortepian (Variációk zongorára), 1972
- Passacaglia (Passacaglia) zongorára, 1973
- Ekspresje (Expressions) zongorára, 1974-75
- Kwartet smyczkowy nr 3 (3. vonósnégyes) 2. változat, 1974
- Trzy wiersze Czesława Miłosza (Czesław Miłosz három verse) szopránra és 12 hangszerre, 1975-77
- Koncert na altowke i orkiestre (Brácsaverseny), 1975-78
- Concertino (Concertino) altszaxofonra és vonószenekarra,[8] 2. változat), 1977-78
- Symfonia nr 5 (5. szimfóna), 1977-81
- Monogramy (Monogramok), kamarakoncert szoprán hangra és zongorára, 1978
- Wisla, (Visztula, 2. változat), kantáta beszélőre, vegyes karra és hangszere együttesre, 1979
- Hymnus pro gratiarum actione gyermekkarra két vegyes kórusra, és hangszeres együttesre, 1979
- Etiudy na fortepian' (Etűdök zongorára), 1979-81
- Sonata na fortepian nr 2 (2. zongoraszonáta), 1980
- Koncert na skrzypce i orkiestre (Hegedűverseny), 3. változat, 1984-85
- Listy do matki (Levelek az anyákhoz), kantáta baritonra és kis zenekarra, 1984-87
- Trio na flet, altowke i harfe (Trió fuvolára, brácsára és hárfára), 1985
- Wisla (Visztula, 3. változat), kantáta beszélőre, vegyes karra és két zongorára, 1985
- Suita Symfoniczna (Szimfonikus szvit), 1986
- Koledy (Karácsonyi énekek) vegyes karra, 1988
- Koledy (Karácsonyi énekek) szoprán hangra és hangszerekre, 1988
- Psalm V (V. zsoltár, 2. változat) baritonra, vegyes karra és zenekarra, 1988

## Filmzenék

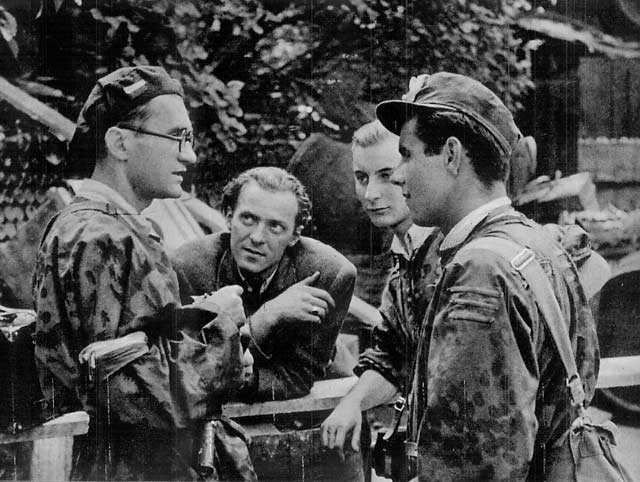
Jerzy Zarzycki filmrendező (baloldalt) a varsói felkelés idején

- 1932: Dzikie Pola[9] (rendező: Józef Lejtes, társzeneszerző: Marian Neuteich)
- 1933: Zabawka (Játék, rendező: Michał Waszyński)
- 1934: Młody las (Fiatal erdő, rendező: Józef Lejtes, társzeneszerző: Marian Neuteich)
- 1935: Dzień wielkiej przygody (A nagy kaland napja, rendező: Józef Lejtes, társzeneszerző: Marian Neuteich)
- 1936: August Mocny (Bőséges augusztus, rendező: Stanisław Wasylewski, társzeneszerző: Leon Schiller)
- 1936: Róża (Rózsa, rendező: Józef Lejtes, társzeneszerző: Marian Neuteich)
- 1936: Dziewczęta z Nowolipek (Nowolipki utcai lányok, rendező: Józef Lejtes, társzeneszerző: Marian Neuteich)

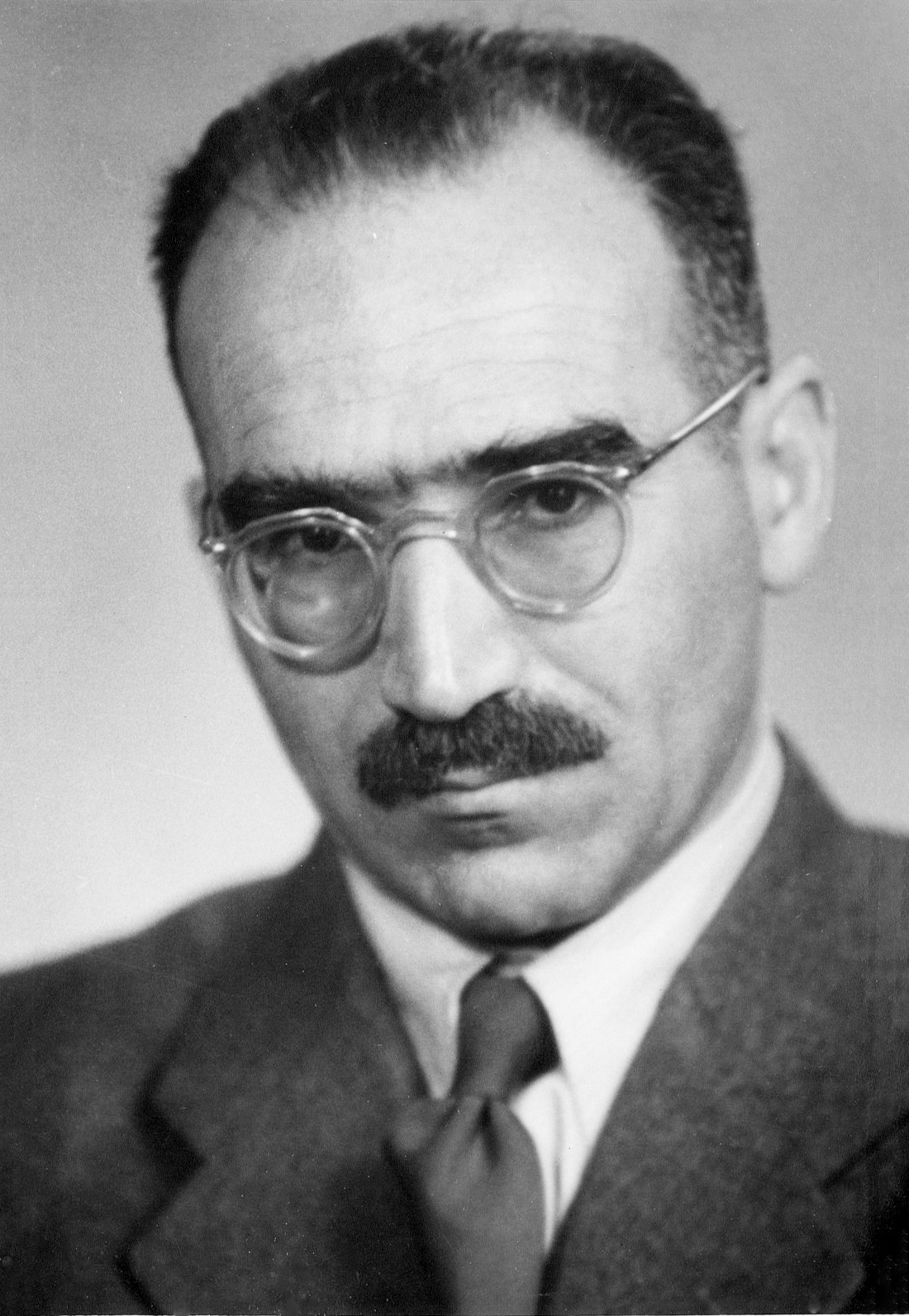
Aleksander Ford filmrendező

- 1936: Halka (rendező: Juliusz Gardan, Palester a zenei rendező)
- 1938: Ludzie Wisły (A Visztula emberei, rendező: Aleksander Ford, Jerzy Zarzycki, társzeneszerző: Marian Neuteich)
- 1939: Żołnierz królowej Madagaskaru (A madagaszkári királynő katonái, rendező: Jerzy Zarzycki, a filmet a németek mutatták be 1940-ben)
- 1939: Nad Niemnem (rendező: Wanda Jakubowska, Jakub Szołowski, a film negatívja megsemmisült az 1939 szeptemberi varsói légitámadásban)
- 1939: Ja tu rządzę (Itt én vagyok a főnök, rendező: Mieczysław Krawicz, társzeneszerző: Władysław Dan,[10] a filmet a németek mutatták be 1941-ben)
- 1945: 2x2=4 (2x2=4, rendező: Antoni Bohdziewicz, krótki metraż, film nie rozpowszechniany)
- 1946: Dwie godziny (Két óra, rendező: Stanisław Wohl, Józef Wyszomirski, a filmet a kommunisták mutatták be 1957-ben)
- 1947: Zakazane piosenki (Betiltott dalok, rendező: Leonard Buczkowski)
- 1948: Ostatni etap (Az utolsó szakasz, rendező: Wanda Jakubowska)
- 1949: Ulica Graniczna (Határ utca, rendező: Aleksander Ford)
- 1950: Miasto nieujarzmione alcíme: A varsói Robinson (A meg nem tört város, rendező: Jerzy Zarzycki, társzeneszerző: Artur Malawski, Palester a nevét töröltette a stáblistáról)
- 1971: Pierwszy krąg (Den Foerste Kreds Az első kör, rendező: Aleksander Ford).

## Fordítás
Ez a szócikk részben vagy egészben  a   Roman Palester című lengyel Wikipédia-szócikk ezen változatának fordításán alapul.  Az eredeti cikk szerkesztőit annak laptörténete sorolja fel. Ez a jelzés csupán a megfogalmazás eredetét és a szerzői jogokat jelzi, nem szolgál a cikkben szereplő információk forrásmegjelöléseként. 

Ez a szócikk részben vagy egészben  a   Roman Palester című német Wikipédia-szócikk ezen változatának fordításán alapul.  Az eredeti cikk szerkesztőit annak laptörténete sorolja fel. Ez a jelzés csupán a megfogalmazás eredetét és a szerzői jogokat jelzi, nem szolgál a cikkben szereplő információk forrásmegjelöléseként.